# فارس إبراهيم الكاتب
فارس إبراهيم الكاتب عراقي ولد في دولة الكويت في مدينة حولي في 17 يوليو 1970، وهو رئيس تحرير صحيفة اليوم الآخر العراقية، النائب الأول ل«اتحاد الصحفيين العراقيين»، رئيس المكتب الإقليمي للدراسات الاستراتيجية في الشرق الأوسط. ويعمل أستاذًا جامعيًّا في الجامعة الاهلية العراقية.

## عمله
عمل كصحفي رياضي في مجلة ألف باء العراقية 1998.

## المؤهلات العامة
- دكتوراه تاريخ الانقلابات العسكرية السورية في الصحافة العراقية 1949 - 1963 / 2012
- ماجستير ودكتوراه في الاعلام السياسي الاستراتيجي من جامعة الكويت 2007
- دكتوراه تاريخ صحافة عن الانقلابات العسكرية في الصحافة العراقية من عام 1949 ـ 1963 من معهد التاريخ العربي والتراث العلمي، بغداد، الجامعة العربية، 2012

- ماجستير عن حلف بغداد في صحيفة الزمان البغدادية عام 2009 / معهد التاريخ العربي بغداد الجامعة العربية 2009
- رئيس هيئة الاعلام والصحف العراقية المستقلة في العراق.
- عضو «نقابة الصحفيين العراقيين» رقم الهوية (5620) منذ عام1993.
- عضو اتحاد الصحفيين العراقيين المستقل.
- عضو «اتحاد الصحفيين العالميين».
- النائب الأول لاتحاد الصحفيين العراقيين حاليا.
- أفضل رئيس تحرير ومحلل سياسي في العراق لعام 2006 -2007 - 2008.
- أفضل رئيس تحرير ومحلل سياسي لعام 2004ـ2005 ـ 2006.
- أفضل صحفي شاب للاعوام.. 1987 ـ 1988 ـ 1989.
- أفضل رئيس تحرير لعام 2004 من قبل نقابة الصحفيين.
- محاضر شبه دائم في ندوات ومهرجانات منظمات المجتمع المدني ـ الاعلام الاستراتيجي.
- رئيس تحرير داعم للمنظمات الإنسانية والهلال الأحمر الدولي عام 2004 .
- رئيس الوفد الإعلامي الرسمي الأول إلى دولة الكويت ابان تصفيات اولمبياد اثينا الأولمبية عام 2004 .
- الحاصل على المركز الثاني للقصة القصيرة في مهرجان قرطاج في تونس عام 1989 .
- الأمين العام المساعد لمنظمة الكوادر والنخب العراقية (الامانة الامانة).
- أفضل عشرين محلل سياسي للعام الماضي 2012من قبل محطة البي بي سي في الشرق الأوسط.
- رئيس المكتب الإقليمي اللدراسات الاسترتيجية في الشرق الأوسط ـ الجامعة العربية.
- أفضل اعلامي ومحلل سياسي في الشرق الأوسط من قبل مركز الفكر العربي في القاهرة مؤسسة ابن الشاطيء، 2012 .

## عمله في الصحف ووسائل الاعلام
- جريدة الوطن الكويتية للاعوام 1988ـ 1989 ـ 1990 . القسم الرياضي وهو قيد الدراسة الجامعية.
- جريدة الصباح التونسية، 1996 - 1997، القسم الرياضي.
- رئيس تحرير صحيفة «اليوم الآخر» 2003 ـ 2004 ـ 2005 ـ 2006 _ 2007 وحتى اليوم.
- محلل سياسي معتمد في القنوات الفضائية التالية: الفضائية، الكويتية، السعودية، اللبنانية، العالم، الديار، النهرين، ابوظبي، المسار، الاتجاه، الكوثر، سكاي نيوز، السورية، المصرية، سحر.
- مراسل وكالة الانباء السويسرية للاعوام 2002 ـ 2003 .
- مراسل محطة كولورادو الأمريكية لعام 2005.